# XBIZ賞
XBIZ賞（エックスビズしょう、XBIZ Awards）は、「ポルノ映画の成長と成功に不可欠な役割を果たした個人、企業、出演者、作品」を対象に毎年授与される賞。アダルト業界の専門雑誌XBIZが主催するこの賞は、2003年に初めて授与された。
ポルノ映画業界のXBIZ賞は、一般映画業界のゴールデングローブ賞と対比されてきた。2010年度のXBIZ賞は、ハリウッドのアヴァロンで開催された。
2014年までに、賞部門の数は年々多くなり、150以上の賞部門が存在する。